# Отряд «Антитеррор»
«Отряд „Антитеррор“» (англ. The Unit) — американский телесериал, посвящённый особо секретному подразделению, ведущему войну с террором по всему миру, параллельно описывающий жизнь жён бойцов в военном городке под названием Форт Гриффит (его местонахождение не называется, но по почтовому индексу, который появляется в одном из эпизодов, понятно, что это где-то к западу от Сент-Луиса).
Первая серия вышла в эфир на канале CBS в 7 марта 2006 года. Последняя (на сегодняшний день) 10 мая 2009. После того как сеть CBS объявила о прекращении показа, телеканал 20th Century Fox Television объявил что покупает права на телесериал.
Сериал основан на книге Эрика Хэйни, Inside Delta Force: The Story of America’s Elite Counterterrorist Unit (Отряд Дельта изнутри: История элитного антитеррористического подразделения США) (ISBN 0-440-23733-5), посвящённый истории реального подразделения Дельта. Сериал производился The Barn Productions Inc., David Mamet Entertainment, и Fire Ants Films в сотрудничестве с 20th Century Fox Television.

## Актёры
- Дэннис Хэйсберт — Джонас «Snake Doctor (Змей Доктор/Заклинатель)» Блейн, сержант-майор, отряд «Альфа» 303-го отряда по логистике, командир отряда, бывший рейнджер и «зеленый берет».
- Реджина Тейлор — Молли Блейн, жена Джонаса
- Скотт Фоли — Боб «Cool Breeze (Ветерок)»/«Whipporwill (Козодой)» (в пилотной серии) Браун, штаб-сержант, позже — сержант первого класса, отряд «Альфа» 303-го отряда по логистике, служил в 24-й пехотной дивизии и 75-м полку Армейских рейнджеров США, квалифицированный стрелок и пилот.
- Одри Мари Андерсон — Ким Браун, жена Боба.
- Макс Мартини — Макдональд (Мак) Джеймс «Dirt Diver (Ныряльщик)» Герхард, мастер-сержант, отряд «Альфа» 303-го отряда по логистике, снайпер, бывший армейский рейнджер и солдат 101-й воздушно-десантной дивизии Армии США.
- Эбби Браммелл — Тиффани Рэй Герхард, жена Мака, в первых сезонах — любовница полковника Райана.
- Роберт Патрик — Том «Dog Patch 06 (Собачья Площадка Ноль Шесть)/Blue Iguana (Голубая Игуана) (когда на операции)» Райан, командир 303-го отряда по логистике, полковник. После ухода из подразделения в последней серии 4 сезона ему было присвоено звание бригадного генерала.
- Майкл Ирби — Чарльз «Betty Blue (Бетти Блю)» Грей, сержант первого класса, эксперт-подрывник, отряд «Альфа» 303-го отряда по логистике. Раскрыл банду торговцев оружием "Деловые латиносы", главарь которого - его давний друг по банде.
- Демор Барнс — Гектор «Hammerhead (Рыба-молот)» Уильямс, сержант первого класса, медик, отряд «Альфа» 303-го отряда по логистике, рейнджер и «зеленый берет», также служил в 24-й пехотной дивизии и 1-й пехотной дивизии (18 пехотный полк), опытный снайпер. Погибает в эпизоде «Пять братьев» от снайперской пули в шею, пытаясь спасти раненого Чарльза.
- Николь Стайнведелл — Бриджет «Red Cap (Красная шапочка)» Салливан, уорэнт-офицер.
- Уэс Чатэм — штаб-сержант Сэм «Whiplash (Хлыст)» МакБрайд, новичок, пришел на замену погибшему Гектору.
- Саммер Глау — Кристал Барнс, девушка одного из военнослужащих.

## Эпизоды

### Сезон 1
1. First Responders [07.03.2006 на канале CBS] — В Отряде появляется новичок - рейнджер Боб Браун, замена погибшему Пинки. Вместе с Джонасом, Греем, Гектором и отрядом рейнджеров они обезвреживают террористов в Аэропорту Аризоны.
2. Stress [14.03.2006 на канале CBS] — Боба допрашивает ФБР по поводу предыдущей миссии. Задание "Альфы" (то есть отряда Джонаса) - найти компонент разбившегося спутника. В процессе выполнения задания они обменивают у местных повстанцев известного преступника и везут его в США. В конце эпизода преступник выпрыгивает из летящего самолета.
3. 200th Hour [21.03.2006 на канале CBS] — дома команда изображает перед приезжей сенаторшей учения. Миссия Джонаса — спасти миссионеров в Индонезии
4. True Believers [28.03.2006 на канале CBS] — миссия по спасению похищенной семьи мексиканского министра
5. Non-Permissive Environment [04.04.2006 на канале CBS] — "Альфа" получила новое задание - уничтожить террориста, обеспечивающего преступников оружием. Но связной отменяет миссию, однако цель уже уничтожена. Группа распадается и поодиночке покидает Испанию.
6. Security [11.04.2006 на канале CBS] — Идут переговоры между США, Ираном и Россией по ядерному вопросу. Задание Отряда - установить в машину посла "жучок", чтобы агенты ЦРУ смогли прослушать разговор российского посла и иранца.
7. Dedication [18.04.2006 на канале CBS] — Группы "Альфа" Заклинателя и "Браво" Буш-мастера отправляются в Афганистан. Вертолет "Браво" неисправен и ночью садится среди талибов. После уничтожения пулемета и миномета, уничтоживших пилотов и группу, "Альфа" эвакуирует ещё живого члена "Браво". По пути спецназовец скончался от ран и потери крови.
8. SERE [25.04.2006 на канале CBS] — Отряд спецназа отправляется в лагерь, для имитации действий при захвате в плен. Но - сюрприз. Американцы - не тюремщики, они - военнопленные. И обращаться с ними будут соответственно. Ко всему прочему, заболевает Боб "Ветерок" Браун - после "тюремного заключения" у него развивается воспаление легких, но он "американский солдат" и не идет на уступки тюремщиков.
9. Eating the Young [02.05.2006 на канале CBS] — группа пытается выкупить ракеты в Бразилии
10. Unannounced [09.05.2006 на канале CBS] — Боб отвечает за безопасность министра, который приезжает в Африку
11. Exposure [09.05.2006 на канале CBS] — сын бывшего члена команды репортер, готовит историю, которая может поставить под угрозу команду
12. Morale, Welfare and Recreation [16.05.2006 на канале CBS]	— Атланта, США. В крупном банке обнаружена бомба. Чарльз Грей, эксперт-подрывник Отряда, вместе с двумя штатными специалистами изучает бомбу и находит ядерный заряд. С этого момента командир - сержант-майор Армии США Джонас Блейн. Упрямый директор банка хочет заплатить выкуп, но спецназовцы удерживают его. Но директор все-таки платит несколько миллионов долларов, после чего его находят мертвым. Здание эвакуируется, последними уходят бойцы спецназа. В лифте они сталкиваются с двумя специалистами - те хотят разрядить бомбу. Но... через несколько минут происходит взрыв. Итог - поврежденное здание банка, потеря миллионов долларов... и два трупа.
13. The Wall [16.05.2006 на канале CBS] — Полковник Томас Райан, непосредственный командир Отряда и Форта-Гриффит, вызвал Отряд. Вводная - арестовать преступника из Восточной Европы. Этим делом занимаются французы полковника Леклерка под эгидой ООН. Но его силы ничего не могут поделать - местное население и правительство на стороне преступника. Американский спецназ должен провести захват боевика... но лавры тактика и полководца получит француз - такова политика. В ходе неумелого задержания, против которого выступали американцы, боевика гибнет его жена. Он обвиняет в этом Джонаса, хотя убийца женщины - французский пулеметчик. Арестованного боевика уводят французы, несмотря на протесты американцев. В ходе операции Мак "Ныряльщик" Герхард получает осколок стекла в ногу рикошетом. Под угрозой срыва совместное празднование Дня Рождения его жены. Мак сокрушается и матерится, но Боб требует от полковника самолет для перевозки товарища прямиком в Америку. В случае отказа полковник лишается нескольких зубов. В результате, вместо предполагаемых "двух недель среди лягушатников", Мак прилетает домой через два дня.

### Сезон 2
1. Change of Station [19.09.2006 на канале CBS]	— Мак Герхард и Тиффи собираются уезжать из военного городка, остальная команда столкнулась в Индии с больной девушкой
2. Extreme Rendition [26.09.2006 на канале CBS]	— Браун в болгарской тюрьме Мирково вместе с торговцем оружия, бывшем членом Подразделения
3. The Kill Zone [03.10.2006 на канале CBS] - Группа отправляются в Аргентину, чтобы привезти домой тело одного из солдат Отряда.
4. Manhunt [10.10.2006 на канале CBS] - Ким Браун заметила на базе странного мужчину, который расспрашивал её дочь Серену о её отце. А Подразделение в это время в Эль-Кахоне, Мексика, ищут некий груз. Однако выясняется, что груза не было, вместо него был пассажир...
5. Force Majeure [17.10.2006 на канале CBS] - Отряд прибывает в Лавонгаи, чтобы спасти африканского диктатора, который тяжело болен. Тем временем над городом бушует ураган.
6. Report by Exception [31.10.2006 на канале CBS]
7. Off the Meter [07.11.2006 на канале CBS] - У Рона Чиллза, друга Джонаса, была похищена дочь. Джонас вместе с Брауном едут к нему, чтобы помочь.
8. Natural Selection [14.11.2006 на канале CBS] - Браун вместе с переводчиком с русского на английский Илоной разбились над Корякским нагорьем в Чукотке, Россия. Пока Браун и Илона пытаюстя спастись, Брауна посещают флэшбеки об отборе в Подразделение.
9. Report By Exception [21.11.2006 на канале CBS]
10. Bait [28.11.2006 на канале CBS]
11. Silver Star [12.12.2006 на канале CBS]
12. The Broom Cupboard [16.01.2007 на канале CBS]
13. Sub Conscious [06.02.2007 на канале CBS]
14. Johnny B. Good [06.02.2007 на канале CBS]
15. The Water is Wide [13.02.2007 на канале CBS]
16. Games of Chance [20.02.2007 на канале CBS]
17. Dark of the Moon [27.02.2007 на канале CBS]
18. Two Coins [20.03.2007 на канале CBS]
19. The Outsiders [03.04.2007 на канале CBS]
20. In Loco Parentis [10.04.2007 на канале CBS]
21. Bedfellows [24.04.2007 на канале CBS]
22. Freefall [01.05.2007 на канале CBS]
23. Paradise Lost [08.05.2007 на канале CBS]

### Сезон 3
1. Pandemonium (1) [25.09.2007 на канале CBS]
2. Pandemonium (2) [02.10.2007 на канале CBS]
3. Always Kiss Them Goodbye [09.10.2007 на канале CBS]
4. Every Step You Take [16.10.2007 на канале CBS]
5. Inside Out [23.10.2007 на канале CBS]
6. M.Ps [30.10.2007 на канале CBS]
7. Five Brothers [06.11.2007 на канале CBS]
8. Play 16 [13.11.2007 на канале CBS]
9. Binary Explosion [20.11.2007 на канале CBS]
10. Gone Missing [27.11.2007 на канале CBS]
11. Side Angle Side [18.12.2007 на канале CBS]

### Сезон 4
1. Sacrifice
2. Sudden Flight
3. Sex Trade
4. The Conduit
5. Dancing Lessons
6. Inquisition - Отряд арестовывает молодого паренька, подозревающегося в теракте. Тем временем Герхард узнает об измене Тиффи с полковником Райаном.
7. Into Hell: Part One - Дочь Джонаса, Бэтси, служащую в морской пехоте США, похищают в Ираке. Команда едет туда, вместе с вызвавшимся им помочь полковником Райаном.
8. Into Hell: Part Two
9. Shadow Riders
10. Mislead and Misguided
11. Switchblade
12. Bad Beat
13. The Spear of Destiny
14. The Last Nazi - Подразделению дают задание помешать покушению на пожилого мужчину, который в годы Второй Мировой Войны служил в СС.
15. Hero
16. Hill 60
17. Flesh & Blood
18. Best Laid Plans
19. Whiplash
20. Chaos Theory
21. Endgame
22. Unknown Soldier